# Hikari Sentai Maskman
Hikari Sentai Maskman (光戦隊マスクマン, Hikari Sentai Masukuman, traduzido como Esquadrão da Luz Maskman e lançado no Brasil como Defensores da Luz Maskman) é uma série televisiva japonesa do gênero tokusatsu, pertencente à franquia Super Sentai. Produzida pela Toei Company, foi exibida originalmente entre 28 de fevereiro de 1987 e 20 de fevereiro de 1988 no horário das 18h, totalizando 51 episódios. Foi trazida ao Brasil pela Top Tape e exibida no Brasil na extinta Rede Manchete estreando em 22 de Abril de 1991, junto com Spielvan e Black Kamen Rider. Depois disso, houve uma segunda reprise em 1999, também pela Rede Manchete, e pela RedeTV! quando ainda estava em fase experimental, que exibiu a série até o episódio 36. A série reestreou no dia 9 de novembro de 2018 pela TV Diário de Fortaleza/ Ceará dentro do bloco infantil Turminha Diário.

## História
Sanjuurou Sugata, um estudioso dos poderes da mente, descobre a existência do Império Subterrâneo Tube, uma força maligna localizada nos subterrâneos do Japão, que quer dominar a Terra. De início, o Império Subterrâneo Tube era pacífico, porém quando Zeba sobe ao poder passa a querer dominar o mundo inteiro, transformando a Terra em um planeta frio e sombrio. Diante de tal ameaça, Sugata reúne 5 jovens, cada um especializado em um estilo de artes marciais e começa a treiná-los para que desenvolvam o Poder Aura (poderosa energia existente no corpo humano que é despertado por meio de treinamento). Cada episódio da série é iniciado com a narração: "Uma misteriosa e inexplicável força se esconde por trás do nosso corpo. Quanto mais treinarmos o nosso corpo, essa força infinita se manifestará!".

## Personagens[3]

### Maskman
- Takeo (Takeru no original) / Red Mask: o líder do grupo. Tem 23 anos e é um especialista em Karate 空手道 e piloto de Stock Car japonesa. Sua arma especial é a Espada Mask e seu veículo é o Avião Mask. Seu gesto motor é o Zai (ambas as mãos abertas com as palmas voltadas para frente, unidas pelas pontas dos dedos indicador e polegar, formando uma pirâmide no centro do gesto), que representa o controle das forças da natureza. No episódio 6, consegue juntar o poder aura num só ponto para manifestar o God Hand.
- Kenta / Black Mask: armado com a Barra Mask (bastão que pode se tornar uma barra tripla), seu estilo de luta é o Kempo Japonês ou Nipponkenpo 日本拳法 e tem 21 anos. Seu veículo é a Broca Mask. Seu gesto motor é o Jin (todos os dez dedos enlaçados num punho único), que simboliza a adivinhação de pensamentos e intenções das outras pessoas.
- Akira / Blue Mask: com apenas 16 anos, ele é o caçula da equipe. Sua arma de batalha é o Mask Truco, ou Tonfa Mask, pilota o Tanque Mask e seu estilo marcial é o Kung Fu; quando não está transformado se utiliza de um par de espadas Tai Chi. Seu gesto motor é o Retsu (os dois punhos juntos, sendo que o dedo indicador direito aponta para fora), que encarna o domínio do tempo e espaço. É um rapaz bem bonito e humorado. Mesmo sendo mais velho ele é confundido como criança por causa de sua estatura baixa. Ele também é transformado em Espadachim Subterrâneo Unas através da tramóia de Igan.
- Sayaka (Haruka no original) / Yellow Mask: tem 19 anos e foi criada em uma família de Ninjas 忍者, portanto luta Ninjutsu. Como arma especial tem o Rotor Mask e seu veículo é o Jato Mask. Seu gesto motor é o Tou (todos os dez dedos, exceto os anelares e mínimos, juntos num punho único), que personifica a harmonia com o Universo.
- Keiko (Momoko no original) / Pink Mask: especialista em Tai Chi Chuan 太極拳, tem 19 anos. Sua arma é o Mask Ribbon e seu veículo é o Helicóptero Mask. Seu gesto de meditação é o Sha (todos os dez dedos, exceto os indicadores, juntos num punho único), que enquadra a cura de si mesmo.

### Aliados
- Chefe Sanjuurou Sugata: estudioso dos poderes da mente, o chefe Sugata descobriu a existência do Império Subterrâneo Tube, o qual de início era pacífico. Com a subida de Zehba ao poder passou a desejar a conquista do mundo. Foi ele o homem misterioso que lutou contra Takeo um ano antes deste tornar-se Red Mask. É dono da Sugata Racing, equipe de automobilismo onde Takeo é o principal piloto.
- Doutora Higashi: a assistente do Chefe Sugata. Traja uma roupa toda branca.
- Princesa Ian / Miho: a irmã gêmea de Igan, e alvo da paixão de Kiroz. Foi enviada pelo Império Subterrâneo Tube para espionar a Terra e os humanos, porém Ian se apaixona por Takeo. Acidentalmente conheceu Takeo e desde então se afeiçoou ao mesmo, chegando ao ponto de pará-lo no meio de uma corrida para avisar da ameaça do Império Subterrâneo Tube. Por conta disso foi capturada e criogenicamente congelada como punição pelo monstro Igadogla. Takeo consegue explodir o gelo que a envolvia nos últimos episódios do seriado. Como única herdeira restante do trono, depois da derrota de Zehba, no último episódio, ela se despede de Takeo e vai assumir o poder sobre Tube, decidida a reinar pacificamente.
- Liu Asuka (Ryou Asuka no original) / X1 Mask: era o protótipo do primeiro Maskman, inclusive tendo treinado rigorosamente com o chefe Sugata. Porém teve sua namorada morta pelo Império Subterrâneo Tube e desistiu de tudo. Aparece no capítulo 39 ajudando os outros Maskman, perdendo seus poderes em seguida.

### Inimigos
- Rei Zehba: supremo líder do Império Subterrâneo Tube, ele usurpou o trono da família Igan há muitos anos. Zehba odeia todos os humanos, e sua verdadeira forma é o monstro Lissaldogla filho do temível Lissaldogla, monstro que há muito tempo foi destruído pela verdadeira Família Real Igan. Zehba, ao nascer, comeu a carne de seu pai agonizante, que estava desejoso de ódio para com a Família Real Igan, e ganhou seus poderes monstruosos - tais poderes eram, contudo, condicionados à sua forma Zehba mas tanto a luz solar quanto a energia do pingente provocada pela união das duas princesas Igan e Ian (Miho) combinada com o poder Aura dos Maskman o faz ficar fraco obrigando-o a assumir a sua verdadeira forma de Monstro Subterrâneo. Assim, quando elas se unem e combinam sua energia ao poder Aura no último episódio, Zehba perde a maior parte de seus poderes o impossibilitando a manter a sua forma mais poderosa, como última cartada, se vê obrigado a lutar em sua real forma contra os Maskman, sendo finalmente destruído.
- Senhor Anagumas (ep 01-50): o braço direito de Zehba, tem um certa autoridade sobre os outros membros de Tube. É um monstro velho e gordo que tem mais de 300 anos de vida, que vê e conhece tudo, uma espécie de sábio para o Império Tube. Somente ele tem acesso à grande biblioteca subterrânea, que contém os mais chocantes segredos sobre a civilização subterrânea e as verdadeiras origens do Rei Zehba. Faz poucas participações proeminentes na série, preferindo deixar os outros membros de Tube fazerem o trabalho pesado. No penúltimo episódio, lutou abertamente contra os Maskman e foi destruído, sendo revivido em tamanho gigante por Okelamp e definitivamente destruído pelo Robô Galaxy.
- Princesa Igan (Príncipe Igan no original): irmã gêmea da princesa Ian (Miho). Luta de forma obcecada para honrar o nome de sua família, a qual tem como protetor o Divino Dragão Igan. Dentre suas habilidades está o Desring, com o qual pode criar um campo de força eletrificado, à custa de ter sua energia vital exaurida. No episódio 31, após Barrabás ter conquistado a Espada Subterrânea derrotando o monstro Devildogla, Igan vê-se obrigada a invocar o deus protetor e último recurso militar de sua família, o Divino Dragão Igan, que aparece e passa a acompanhar e ajudar em suas batalhas, aumentando assim seu poder. Isso até o momento em que ela se encontra com a princesa Ian após seu descongelamento e o Dragão a entrega uma esfera branca onde está contido os segredos do monstro subterrâneo Lissaldogla e de Zehba. Na verdade Igan é uma mulher disfarçada de homem. Na versão japonesa a personagem era mencionada como homem, apesar de que a tradução do seriado no Brasil parece ter confundido essa parte. Ao término da série, sai em uma peregrinação infinita, disposta a vagar por toda a eternidade como autopunição pelos crimes que cometeu ao longo do seriado.
- Chefe Barrabás (Baraba no original japonês) (ep. 01-48): sádico, perverso e inclemente, este espadachim da tribo Valga (Baluga no original japonês) é o comandante de campo do Império Tube nas batalhas com os Maskman. Dentro do Império Subterrâneo Tube tem uma grande rivalidade com Igan, de quem sempre debocha. No episódio 30 ele conquista a Espada Subterrânea após derrotar o monstro Devildogla, tornando-se assim o Herói do Mundo Subterrâneo, até ser morto por Red Mask num duelo dramático no episódio 48.
- Ninja Subterrâneo Oyobu: de pele vermelha e orelhas pontudas, é ninja da tribo Buyon. Corre a grandes velocidades e tem a habilidade de disparar bolas de fogo de suas mãos. É o braço-direito do Comandante Barrabás, mas é fiel em primeiro lugar ao Rei Zehba. Rivaliza com Black Mask nas batalhas. Morre numa missão suicida, para levar o castelo subterrâneo para a superfície no último episódio.
- Ninja Subterrânea Fuumin: ninja feminina da tribo Fu, é serva do clã de Igan. Por conta disso era mais fiel à sua senhora do que ao Rei Zehba. Treinada em combate e técnicas ninja, tem a habilidade de lançar shurikens e cuspir bolas de fogo pela boca. Sua habilidade rivalizava com Yellow Mask. No último episódio, quando o palácio de Zehba está desabando, uma coluna quase cai sobre Igan, mas Fuumin empurra a princesa para salvá-la, sendo atingida e morrendo no lugar dela.
- Monstro Simbiose (ep 26): Aparece somente no episódio intitulado (O Desaparecimento) na sua forma humana ela era chamada de Sheila, que atraia os jovens para servir de alimento ao Monstro Subterrâneo Jirugadogla, mas durante o andamento desse capítulo ela mostra insatisfação por ter essa tarefa que o Senhor Zehba a designou, além disso ela se apaixona por Kenta o Black Mask e por isto ela trai o Império Subterrâneo Tube e acaba morrendo.
- Cavaleiro Ladrão Kiroz (ep 27-49): aparece pela primeira vez no capítulo 27. Kiroz era apaixonado pela princesa Ian e caiu no Inferno Vendaval, mas sobrevive e escapa. Com sua arma Crescent Screw (composta de uma corrente e uma foice, criada enquanto estava no Inferno Vendaval) ele conseguiu destruir a Bomba Projétil. Depois disso, faz um acordo com Rei Zehba no qual após derrotar os Maskman ficaria com a pricesa Ian. Morre no antepenúltimo episódio da série, quando o gelo que envolvia Ian é destruído e, com a explosão, os cacos se cravam no corpo de Kiroz.
- Monstros Subterrâneos: São os monstros que em sua maioria estão criogenicamente congelados e trancados em uma câmara pela Família Real Igan e que geralmente são enviados nas tentativas de conquistar o mundo da superfície e muitas vezes tentar destruírem os Maskman mas, sempre terminam sendo destruídos pelos Maskman. Todos os monstros da série têm seus nomes terminados pelo sufixo Dogla.
- Monstro Elétrico Okerampa: sempre que os monstros subterrâneos enviados pelo Império Subterrâneo Tube eram destruídos pelos Maskman, Okelamp, monstro híbrido de inseto com molusco e faz um som semelhante ao de um peru, era sempre invocado. Com seu raio ressuscitava os monstros subterrâneos tornando-os gigantescos. Após isso, dizia "Eu tô cansado". Foi visto pela última vez no penúltimo episódio, quando ressuscitou Anagumas e se desconhece o que aconteceu com ele depois disso. Okelamp é análogo a Gyodai (Changeman) e Medusan (Flashman).
- Soldados Angla: Os soldados do Império Tube.
- Espadachim Subterrâneo Unas (ep 44): Akira é transformado num guerreiro espadachim por rebeldes do Império Tube no episódio 44 por acharem que era um grande herói a serviço da justiça, só para descobrirem que ele era um servo do mal com um mecha-monstro do Yoroidogla controlando Akira.

### Outros
- Hizashi (ep. 4 somente): Ele é fâ de Takeru e queria conhecer o futuro carro que iria ser construído. Ele e o pai foram ver os Maskman até serem presos no túnel Moebius. Os Maskman reconstruíram o carro que iria competir no automobilismo para salvar Hizashi e renasce como Spink Laser e assim puderam salvar o pai e o garoto. Eles depois falam que tiveram que refazer o carro para salvar o pai e o menino, mas Hizashi não desanima e mostra os desenhos do possível design do carro e um destes foi usado para o nascimento do Spink Laser.
- Norio (ep. 6 somente): Jovem promissor carateca que treina para adquirir o God Hand. Quando viu Takeru quebrar uma viga de mãos nuas, este achou que fosse o God Hand, mas o próprio Takeru acaba entristecendo o garoto dizendo que aquele não era o God Hand. Norio acaba sendo capturado pelo Tube. Tsugata fala a Takeru que o God Hand existe e para tanto deveria acreditar em Norio e no Poder Aura. Os Maskman encontram Norio e Takeru confronta o monstro Tube através do Poder Aura e consegue um feito adquirindo o poder do God Hand. Takeru procura o garoto e fala do God Hand e também acreditar no God Hand.
- Miyuki (ep. 7 somente): Foi o primeiro amor de Kenta e a conheceu quando fazia a patrulha. Um monstro Tube acaba a sequestrando e Doll usa sua forma para enganar Kenta. Kenta depois enfrenta o monstro Tube e salva Miyuki. Mesmo a salvando, resolveu manter distância dela para não envolver na luta contra o Tube. Ele a vê indo embora, mas na moldura tinha pintado o Kenta.
- Lola (ep. 9 somente): garota alienígena que conseguiu se comunicar com Takeo com sua aura.
- Yuu (ep. 11 somente): Garota ninja do mundo subterrâneo Tube que Kenta conheceu e rouba uma tiara do museu que contém o segredo do Tube. Edin, pai de Yuu é sequestrado e usado como moeda de barganha para os Maskman entregarem a tiara no retorno de Edin, mas Edin se liberta e usa seu poder para revelar o segredo do Tube, mas o monstro destrói a tiara. Edin usa suas últimas forças e se matar para enfraquecer o monstro. Ele depois revela que existe mais um outro segredo além do que estava presente no ornamento.
- Professor do Kenta (ep. 16 somente): seu nome não foi mostrado no episódio que apareceu. Era o professor de artes marciais de Kenta. É responsável por reacender o espírito de luta de Kenta para que pudesse vencer Barrabás e salvar os demais Maskman. Kenta treinava com ele na infância antes de virar Maskman. Um monstro Tube usa suas moscas que rouba as forças dos Maskman, exceto do Kenta e passa para Barrabás. O mestre do Kenta usa uma armadura samurai e enfrenta Kenta e este consegue parar a espada, uma forma para superar Barrabás.
- Koichi, Gun e Kaori (ep. 19 somente): São os amigos que Akira conheceu e salvou Kaori pouco antes de virar Maskman. Quando Akira perdeu a memória ao Barabass, Igan e um monstro Tube receber o poder de Anagumas, os três garotos ajudam Akira a recuperar sua memória. Mesmo tendo recuperado sua memória, os garotos faziam caras tristes sabendo que Akira os deixaria, contudo retornou e prometeu que Akira nunca mais os esqueceria.
- Doutor Yamagata (eps. 21 e 22 somente): amigo do Chefe Sugata e designer do Land Galaxy. Veio a falecer enquanto testava o Land Galaxy após ser atingido por um raio.
- Allabass (ep. 30 somente): é a mãe de Barabass. Após ser salva por Akira, sacrifica sua própria vida para que seu filho derrote o monstro Devildogla. Interpretada por Machiko Soga.
- Erika (ep. 33 somente): jovem que acreditava ter sido salva por Kiroz de um monstro subterrâneo e se apaixonou por ele. A farsa foi descoberta ao ser salva por Takeo/Red Mask.
- Takeo criança (ep. 38): o Pequeno Takeo antes de se tornar Red Mask era um garoto levado e atrevido, gostava de pregar as peças na escola, e sempre ficava de castigo, seria morto pela princesa Igan depois quando ela viaja no tempo com ajuda do monstro Daimdogla para tentar matár-lo, mais foi impedida pelos Maskman, e foram revelados os seus atos pelos seus colegas, depois de levantar as saias da Sayaka e Keiko.

## Armas[3]
- Magnum Laser: as pistolas dos cinco integrantes.
- Mask espada: as espadas dos cinco integrantes retirada do cabo do Magnum Laser.
- Espada Mask: A espada,maior do que as Mask espadas,a principal arma de Red Mask.
- Barra Mask: uma longa barra de cor preta é a arma principal de Black Mask pode se dividir em duas partes se tornando um nunchaku ou em três partes se convertendo em sanjiegun
- Tonfa Mask: É arma principal do Blue Mask. Mask Truco na dublagem brasileira.
- Rotor Mask: É arma principal de Yellow Mask, assemelham-se a yoyos
- Mask Ribbon: É arma principal de Pink Mask, assemelha-se a uma fita de ginástica ritmica.
- Bomba Projétil (Shot Bomber no original): a primeira bazuca dos Maskman seu poder de fogo vem da energia contida num tipo de mochila nas costas de Red Mask. Foi destruída pelo Crescent Screw de Kiroz no episódio 27.
- Jato Canhão (Jet Cannon no original): a segunda bazuca dos Maskman, substituindo a Bomba Projétil e ao contrário da outra arma sua munição é a concentração do Poder Aura dos Maskman em um só disparo. Apareceu pela primeira vez no episódio 29. Também pode ser usado como veículo de transporte para Red Mask.

## Veículos[3]
- Spin Cruiser: carro de Fórmula 1 modificado de Red Mask, agora um buggy. Spink Laser na dublagem brasileira.
- Mask Loaders: as motos dos outros integrantes.
- Turbo Ranger: consiste num tipo de nave voadora semelhante a um carro que geralmente transporta Avião Mask, Broca Mask, Tanque Mask, Jato Mask e Helicóptero Mask e também transporta somente o Land Galaxy em alguns episódios.
- Avião Mask: avião vermelho pilotado pelo Red Mask geralmente é utilizado em combates contra as naves Anglamon e monstros agigantados, na união Five Cross forma a cabeça e parte do corpo do Great Five.
- Broca Mask: veículo terrestre de cor predominantemente preta com duas grandes brocas em sua parte frontal pilotado pelo Black Mask é utilizado em combates contra as naves Anglamon, monstros agigantados e também perfurar o solo levando os Maskman para qualquer lugar do mundo subterrâneo sempre que for necessário, na união Five Cross (único momento que o veículo voa) forma parte do corpo do Great Five.
- Tanque Mask: veículo terrestre de cor predominante azul pilotado pelo Blue Mask é utilizado em combates contra as naves Anglamon e monstros agigantados, na união Five Cross (único momento que o veículo voa) forma as pernas e os pés do Great Five.
- Jato Mask: avião planador branco com amarelo na asa pilotado pela Yellow Mask é utilizado em combates contra as naves Anglamon e monstros agigantados, na união Five Cross forma o braço esquerdo do Great Five sua asa vira o Great Escudo.
- Helicóptero Mask: helicóptero com detalhes em cor rosa pilotado pela Pink Mask sua hélice pode se modificar durante possível combate o transformando momentaneamente num planador é utilizado em combates contra as naves Anglamon e monstros agigantados, na união Five Cross forma o braço direito do Great Five sua hélice vira o Giro Cortante.
- Land Galaxy: é um veículo semelhante a um caminhão que se transforma no Robô Galaxy. Construído pelo Doutor Yamagata, falecido amigo do Chefe Sugata. Aparece pela primeira vez no episódio 22

## Mecha[3]
- Great Five: o primeiro robô dos Maskman, formado pela união Five Cross dos cinco veículos dos Maskman, que são Jato Mask, Broca Mask, Tanque Mask, Helicóptero Mask e Avião Mask. Armado com a espada Luz Fotoelétron retirada do Great Escudo, com a qual destrói os monstros de Tube agigantados, além do Gyro Cutters (Giro Cortante na versão brasileira) é uma arma cortante em formato de cruz formada da hélice do Helicóptero Mask e a Great Gun (Arma Break na versão brasileira) é uma pistola posicionada em sua cintura.
- Robô Galaxy: o segundo robô dos Maskman, é a transformação do Land Galaxy. Construído pelo Doutor Yamagata, falecido amigo do Chefe Sugata. Aparece pela primeira vez no episódio 22. Ele utiliza Ancora Galaxy (uma espécie de âncora presa a uma corrente), Tiro Balcan (uma de suas duas pistolas utilizada separadamente), Tiro Balcan Duplo (tiros disparados dos dois canos posicionados em seu peito) e Bazuca Galaxy (formada pela combinação das suas duas pistolas), ele ainda possui uma habilidade a Corrida Espartana (um super dash feito pelo robô para andar rapidamente) e o seu golpe fatal é o Punch Aura Galaxy (o poder aura do robô combinado com o dos Maskman concentrado em sua mão direita). Durante o restante do seriado passa a ser utilizado mais do que o Great Five e também é o robô utilizado pelos Maskman na luta final contra Lissaldogla (Sr Zehba).

## Música
A abertura e o encerramento foram lançadas no single "Hikari Sentai Maskman".

## Lista de episódios[5]
| Número e título do episódio          | Monstro(s) do episódio                                                          | Protagonista(s) ou foco do episódio                                                                         | Exibição original no Japão |
| ------------------------------------ | ------------------------------------------------------------------------------- | --- | -------------------------- |
| 01 - A Bela Fugitiva                 | Igadogla                                                                        | Takeo (Red Mask) e Ian                                                                                      | 28 de fevereiro de 1987    |
| 02 - O Castelo Subterrâneo           | Igadogla Gigante                                                                | Takeo (Red Mask)                                                                                            | 7 de março de 1987         |
| 03 - A Um Passo do Mundo Estranho!   | Serpente Anglamon                                                               | Integrantes do Maskman                                                                                      | 14 de março de 1987        |
| 04 - Modelo Super F1!                | Gabiradogla                                                                     | Takeo (Red Mask) e Hizashi                                                                                  | 21 de março de 1987        |
| 05 - O Pequeno Espadachim Blue       | Skelldogla                                                                      | Akira (Blue Mask) e Fuumin                                                                                  | 28 de março de 1987        |
| 06 - God Hand dos Sonhos             | Drilldogla                                                                      | Takeo (Red Mask) e Norio                                                                                    | 4 de abril de 1987         |
| 07 - O Amor de Kenta                 | Downdogla                                                                       | Kenta (Black Mask) e Miyuki                                                                                 | 11 de abril de 1987        |
| 08 - A Flor da Salvação!             | Saverdogla                                                                      | Akira (Blue Mask) e Keiko (Pink Mask)                                                                       | 18 de abril de 1987        |
| 09 - A Aura da Vida                  | Magnedogla                                                                      | Takeo (Red Mask) e Lolla                                                                                    | 23 de abril de 1987        |
| 10 - Igan Contra Takeo               | Bagildogla                                                                      | Takeo (Red Mask) e Igan                                                                                     | 25 de abril de 1987        |
| 11 - O Fugitivo do Mundo Subterrâneo | Zoradogla                                                                       | Kenta (Black Mask) e Yuu                                                                                    | 2 de maio de 1987          |
| 12 - Orgulho de ser um Super Ninja   | Shinobidogla                                                                    | Sayaka (Yellow Mask) e Fuumin                                                                               | 9 de maio de 1987          |
| 13 - A Cantora Misteriosa!           | Garagadogla                                                                     | Kenta (Black Mask), Fuumin e a fotográfa Yuko                                                               | 16 de maio de 1987         |
| 14 - O Céu Azul da Terra!            | Akamedogla                                                                      | Akira (Blue Mask)                                                                                           | 23 de maio de 1987         |
| 15 - Adeus, Querida Flor             | Gelgedogla                                                                      | Keiko (Pink Mask)                                                                                           | 30 de maio de 1987         |
| 16 - A Chama de Barabass             | Gamarodogla                                                                     | Kenta (Black Mask), Professor do Kenta e Barabass                                                           | 6 de junho de 1987         |
| 17 - O Labirinto Infernal            | Gibadogla                                                                       | Takeo (Red Mask) e Igan                                                                                     | 13 de junho de 1987        |
| 18 - Boneca Amaldiçoada!             | Garbodogla                                                                      | Sayaka (Yellow Mask) e Yukari                                                                               | 20 de junho de 1987        |
| 19 - O Demônio Anagumas              | Igaradogla                                                                      | Akira (Blue Mask), Anagumas, Igan e Barabáss                                                                | 27 de junho de 1987        |
| 20 - A Cilada                        | Dokurodogla                                                                     | Keiko (Pink Mask)                                                                                           | 4 de julho de 1987         |
| 21 - A Sombra do Nevoeiro            | Kimendogla                                                                      | Chefe Sugata e Yumi Yamagata                                                                                | 11 de julho de 1987        |
| 22 - A Aura na Tempestade!           | Kimendogla e Great Five (controlado pelo Monstro Kimendogla)                    | Integrantes do Maskman                                                                                      | 18 de julho de 1987        |
| 23 - Espírito Diabólico              | Majindogla                                                                      | Takeo (Red Mask) e a falsa Miho                                                                             | 25 de julho de 1987        |
| 24 - O Menino Monstro                | Liudogla                                                                        | Kazuo e Sayuri                                                                                              | 1 de agosto de 1987        |
| 25 - O Amor de Akira!                | Hengedogla                                                                      | Akira (Blue Mask)                                                                                           | 8 de agosto de 1987        |
| 26 - O Desaparecimento!              | Jirugadogla                                                                     | Kenta (Black Mask) e o Monstro Sinbiose Sheila                                                              | 15 de agosto de 1987       |
| 27 - O Cavaleiro Ladrão Kiroz!       | Beamdogla                                                                       | Integrantes do Maskman e Kiroz                                                                              | 22 de agosto de 1987       |
| 28 - Miho é a Princesa Ian?!         | Rockdogla                                                                       | Takeo (Red Mask) e Kiroz                                                                                    | 29 de agosto de 1987       |
| 29 - A Arma Mortal                   | Desgadogla                                                                      | | 5 de setembro de 1987      |
| 30 - A Mãe de Barabass!              | Devildogla                                                                      | Akira (Blue Mask), Lalabass e Barabass                                                                      | 19 de setembro de 1987     |
| 31 - Protetor Divino Dragão Igan     | Ragondogla                                                                      | Sayaka (Yellow Mask), Fuumin, Igan e Dragão Igan                                                            | 26 de setembro de 1987     |
| 32 - A Perseguição de Oyobu          | Lendogla                                                                        | Kenta (Black Mask), Barrabáss e Oyubu                                                                       | 3 de outubro de 1987       |
| 33 - A Proteção de Takeo!            | Goradogla                                                                       | Takkeo (Red Mask), Eri e Kiroz                                                                              | 10 de outubro de 1987      |
| 34 - A Canção de Amor                | Grondogla(assume a forma de um jovem chamado Hikari, no qual Keiko se apaixona) | Keiko (Pink Mask)                                                                                           | 17 de outubro de 1987      |
| 35 - O Túmulo Proibido               | Haniwadogla (acreditou-se ser o monstro Lissaldogla)                            | Akira (Blue Mask) e Kiroz                                                                                   | 24 de outubro de 1987      |
| 36 - As Gêmeas                       | Nimendogla                                                                      | Takeo (Red Mask) e as Gêmeas Eriko e Mariko                                                                 | 31 de outubro de 1987      |
| 37 - Os Sonhos dos Guerreiros        | Mezumedogla                                                                     | Kenta (Black Mask), Cozinheiro Liu e Kiroz                                                                  | 7 de novembro de 1987      |
| 38 - A Volta no Tempo                | Daimdogla                                                                       | Takeo (Red Mask)(adulto e criança), Igan e Fuumin                                                           | 14 de novembro de 1987     |
| 39 - A Ação de Mask X1               | Magmadogla                                                                      | Takeo(Red Mask) e Ryou Asuka (Mask X-1)                                                                     | 21 de novembro de 1987     |
| 40 - A Melodia                       | Baldodogla                                                                      | Integrantes do Maskman, Chefe Sugata e a Pianista Mari                                                      | 28 de novembro de 1987     |
| 41 - As Assaltantes                  | Harigadogla                                                                     | Sayaka (Yellow Mask), Keiko (Pink Mask) e Kiroz                                                             | 5 de dezembro de 1987      |
| 42 - O Menino Retraído               | Ginogadogla                                                                     | Yoichi e Kaori                                                                                              | 12 de dezembro de 1987     |
| 43 - Magia Misteriosa                | Gizedogla                                                                       | Akira (Blue Mask) e Kiroz                                                                                   | 19 de dezembro de 1987     |
| 44 - O Espadachim Subterrâneo        | Yoroidogla                                                                      | Akira (Blue Mask transformado no Espadachim Subterrâneo Unas)                                               | 26 de dezembro de 1987     |
| 45 - O Segredo da Princesa Igan!     | Gamesdogla                                                                      | Akira (Blue Mask ainda transformado em Espadachim Subterrâneo Unas , Igan e Fuumin                          | 9 de janeiro de 1988       |
| 46 - O Segredo da Lagoa Amaldiçoada  | Godaidogla/Fantasma Lissaldogla                                                 | Takeo (Red Mask) e Igan                                                                                     | 16 de janeiro de 1988      |
| 47 - A Dança da Morte!               | Spindogla                                                                       | Sayaka (Yellow Mask),Hitomi, Barabass e Oyobu                                                               | 23 de janeiro de 1988      |
| 48 - A Morte de Barabass             | Valgadogla                                                                      | Takeo (Red Mask) e Comandante Barabass (morre)                                                              | 30 de janeiro de 1988      |
| 49 - Ressureição da Princesa Ian     | Gigomodogla                                                                     | Takeo(Red Mask) e Kiroz (morre)                                                                             | 6 de fevereiro de 1988     |
| 50 - A Forma Real de Zehba           | Anagumas                                                                        | Takeo (Red Mask), Anagumas (morre) e Princesa Ian                                                           | 13 de fevereiro de 1988    |
| 51 - O Último Ataque!                | Lissaldogla filho (forma verdadeira do Rei Zehba)                               | Integrantes do Maskman, Chefe Sugata, Oyobu (morre), Fuumin (morre), Rei Zehba (morre), Princesa Ian e Igan | 20 de fevereiro de 1988    |

## Elenco

### Atores japoneses[6]
- Takeo / Takeru (Red Mask) — Ryosuke Kaizu / Kazuo Niibori (dublê)
- Kenta (Black Mask) — Koichi Kusakari / Koji Matoba (dublê)
- Akira (Blue Mask)/Unas — Issei Hirota / Tsutomu Kitagawa (dublê)
- Sayaka / Haruka (Yellow Mask) — Yuki Nagata / Masato Akata (dublê)
- Keiko / Momoko (Pink Mask) — Kanako Maeda / Yuichi Hachisuka (dublê)
- Liu / Ryou (Masx X-1) — Hideki Shibatani
- Chefe Sugata — Hayato Tani
- Doutora Higashi — Reiko Nanata
- Rei Zehba — Hideaki Kusaki (dublê) / Seizo Kato (voz)
- Oyobu — Yoshinori Okamoto
- Princesa Igan — Mina Asami
- Princesa Ian / Miho — Mina Asami
- Anagumas — Takuzo Kamiyama
- Okelamp (voz) — Nobu Shinoda
- Comandante Barrabás — Keijiro Shiba
- Fuumin — Kaori Kubota
- Kiroz — Shunta Fuchino
- Doutor Yamagata — Osamu Kenmotsu
- Yumi Yamagata — Mamiko Taiyama
- Allabass (mãe de Barrabás, episódio 30) — Machiko Soga
- Monstro Grondola (episódio 34) — Yasuhiro Ishiwata